# Allmän sabelstekel
Allmän sabelstekel (Rhyssa persuasoria) är en stekelart som först beskrevs av Carl von Linné 1758.  Rhyssa persuasoria ingår i släktet Rhyssa och familjen brokparasitsteklar. Arten är reproducerande i Sverige.

## Underarter
Arten delas in i följande underarter:
- R. p. nepalensis
- R. p. nigrofacialis
- R. p. himalayensis

## Bildgalleri

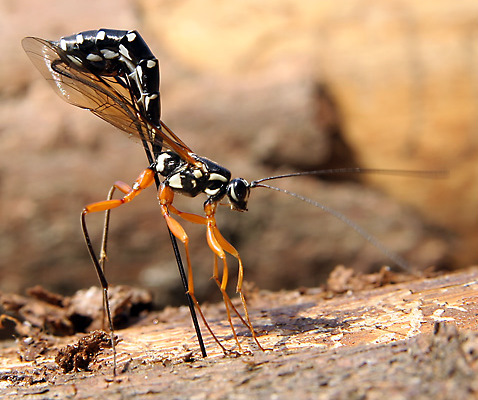
Rhyssa persuasoria, en hona.
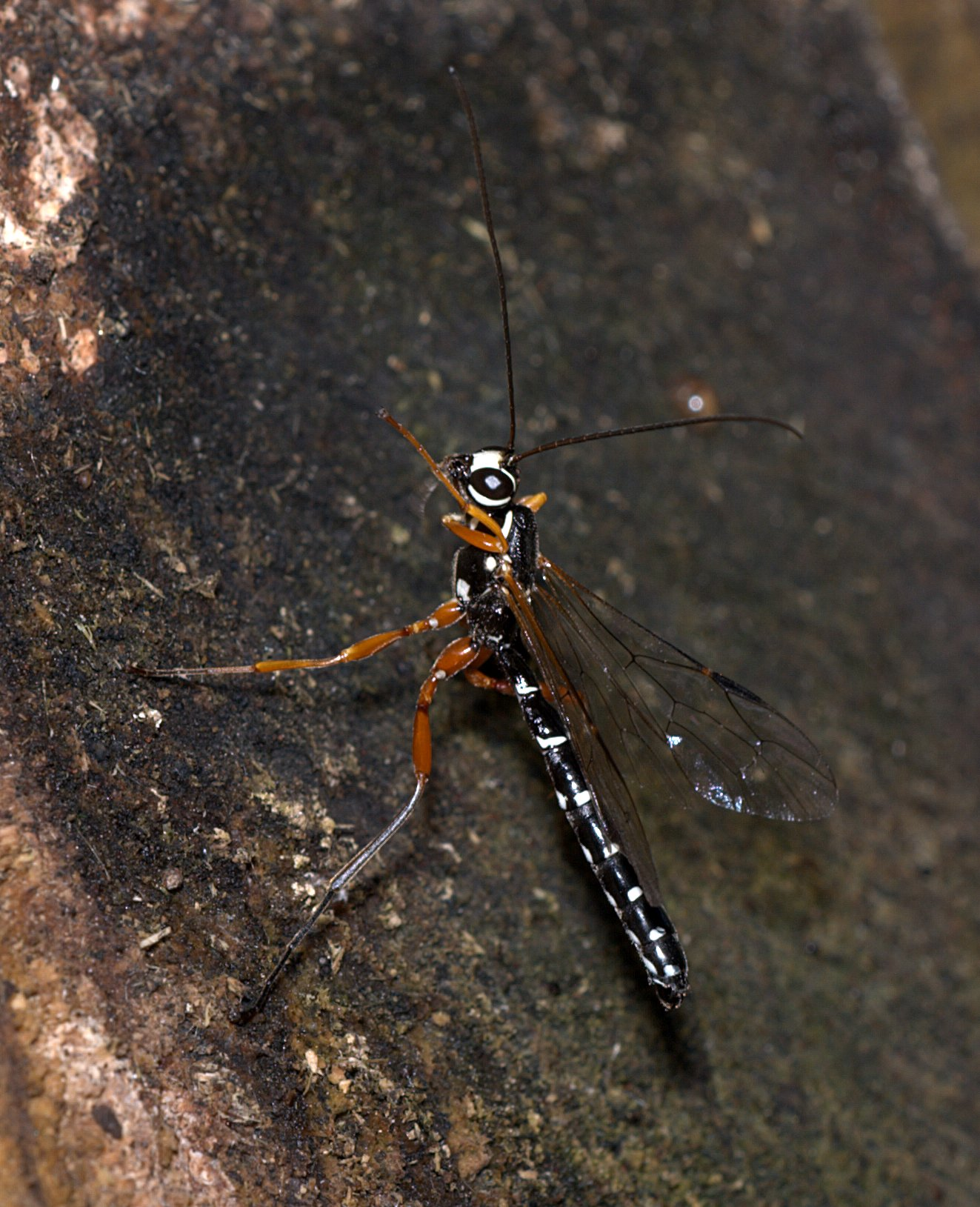
Rhyssa persuasoria, en hane.